# Biblioteca Pública del Estado (Burgos)
La Biblioteca Pública del Estado  de Burgos, cuyo origen se remonta a 1871, es una Biblioteca de Titularidad Estatal, gestionada por la Junta de Castilla y León desde el año 1987, de acuerdo con el Convenio de Gestión establecido entre el Ministerio de Cultura y la Comunidad Autónoma.
Pertenece al Sistema Bibliotecario de Castilla y León según el artículo 15 de la Ley 9/1989, de 30 de noviembre, de Bibliotecas de Castilla y León. Es cabecera del Sistema Provincial de Bibliotecas, apoyando la oferta de las restantes bibliotecas de la provincia con servicios como el préstamo interbibliotecario o la información bibliográfica, según lo dispuesto en el Decreto 214/1996, de 13 de septiembre, por el que se aprueba el Reglamento de los centros y servicios bibliotecarios integrados en el Sistema de Bibliotecas de Castilla y León.

## Misión y funciones
La Biblioteca Pública de Burgos tiene como misión facilitar a los ciudadanos el acceso a la información, la cultura y a la formación permanente en el contexto de la Sociedad del Conocimiento, poniendo a su disposición una colección organizada de materiales bibliográficos, audiovisuales y digitales, así como de otros recursos de información.
Tiene como función la coordinación bibliotecaria del sistema provincial y el asesoramiento a las bibliotecas integradas en el mismo, promoviendo la cooperación y el trabajo en red entre estas. Le corresponde incrementar, preservar y difundir los bienes integrantes del patrimonio bibliográfico español y de Castilla y León que se custodian en sus instalaciones, incluidos los fondos depositados en la biblioteca en aplicación de la normativa de Depósito Legal.

## Historia
Las diversas desamortizaciones de los bienes de la Iglesia realizadas en España en los siglos XVIII y XIX constituyeron el principal motivo del nacimiento de las bibliotecas públicas, puesto que se transfirió un importante fondo bibliográfico sin organizar, y el Estado se vio en la obligación de conservar y custodiar este patrimonio incautado. Hasta entonces, la mayoría de las bibliotecas eran eclesiásticas, si bien hubo seglares que poseyeron también importantes bibliotecas particulares. Para organizar los libros hubo que esperar hasta 1844, año en que se crearon las Comisiones Provinciales de Monumentos Artísticos, responsables de inventariar los fondos y obras desamortizadas.
Su fondo ha conocido diversos emplazamientos:
- En 1847 la Comisión Provincial de Monumentos Históricos y Artísticos de Burgos se hizo cargo de estos fondos y, gracias a ella, la biblioteca comenzó a tomar forma.
- En 1870 comenzó el traslado de los libros a una nueva sede en el Paseo del Espolón, la casa del Consulado del Mar, y el 14 de septiembre de 1871 se llevó a cabo el acto de apertura de la Biblioteca.
- Los años 60 y 70 marcaron unas nuevas directrices culturales que, junto al aumento de la población burgalesa contribuyeron a la necesidad de crear un nuevo edificio para la biblioteca pública; el 23 de noviembre de 1971 se inauguraba la nueva sede en la Plaza de San Juan, compartiendo el espacio con el Archivo Histórico Provincial.
- La biblioteca siguió creciendo, y los años 90 trajeron un cambio cuantitativo y cualitativo en los servicios a los usuarios, especialmente de la sección de préstamo, y se automatizó el proceso de catalogación y la gestión de usuarios. Con el aumento de los fondos el edificio se quedó obsoleto y se decide derribarlo y dedicar el espacio íntegramente a la Biblioteca Pública del Estado. En octubre de 2012 se inaugura el nuevo edificio en la Plaza de San Juan.

## Edificio

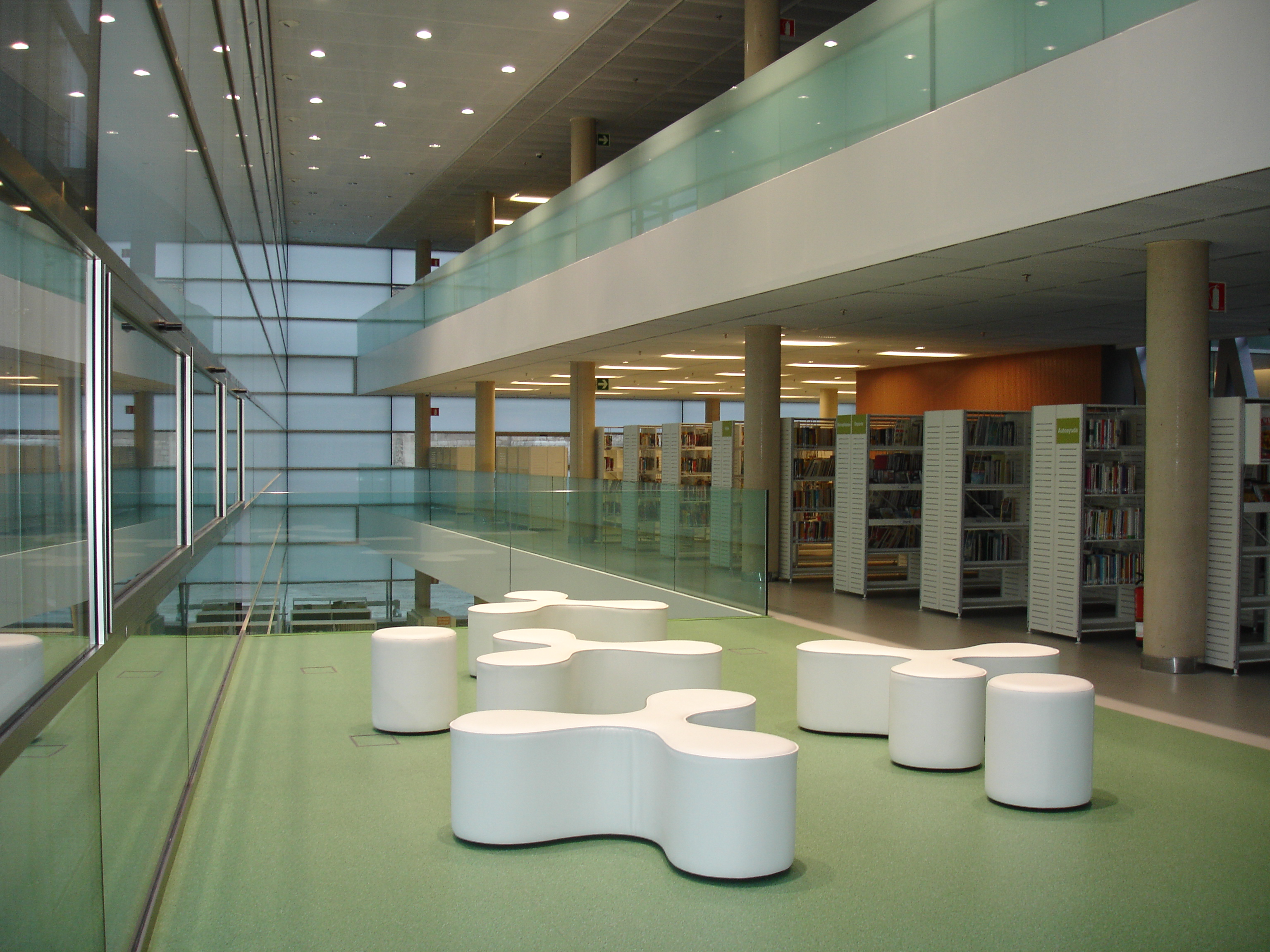
Planta primera

Los autores del proyecto son los arquitectos Andrés Celis y Jael Ortega. El edificio se concibe como un volumen monolítico y aparentemente homogéneo, con una piel continua de vidrio serigrafiado. Esta envoltura no es sino la hoja externa de una doble cubierta que reviste zonas opacas, transparentes y traslúcidas, englobando también la fachada gótica, que queda así integrada en la composición del edificio.
En el interior, se abren dos patios en torno de los cuales se sitúan dos núcleos que alojan la circulación vertical de personas y servicios. El resto es una planta totalmente diáfana, que encuentra su cualificación en las transparencias transversales y en los efectos visuales producidos por los patios.

### Portada gótica
Es una puerta gótica, único elemento conservado, del primitivo Hospital de San Juan después del incendio de 1949. Construido en 1479 y obra de Simón de Colonia. Lo más destacado de esta portada desde el punto iconográfico es el conjunto de escudos con que se llena el espacio superior, formado por tres escudos de gran tamaño colocados en línea, más otros dos de menor tamaño dispuestos debajo.

## Fondo antiguo
El fondo antiguo de la biblioteca lo componen manuscritos, incunables y libros impresos hasta el siglo XVIII inclusive. En esta sección hay que destacar dos obras de suma importancia como son la Biblia Románica de Burgos y la Biblia de Gutenberg.

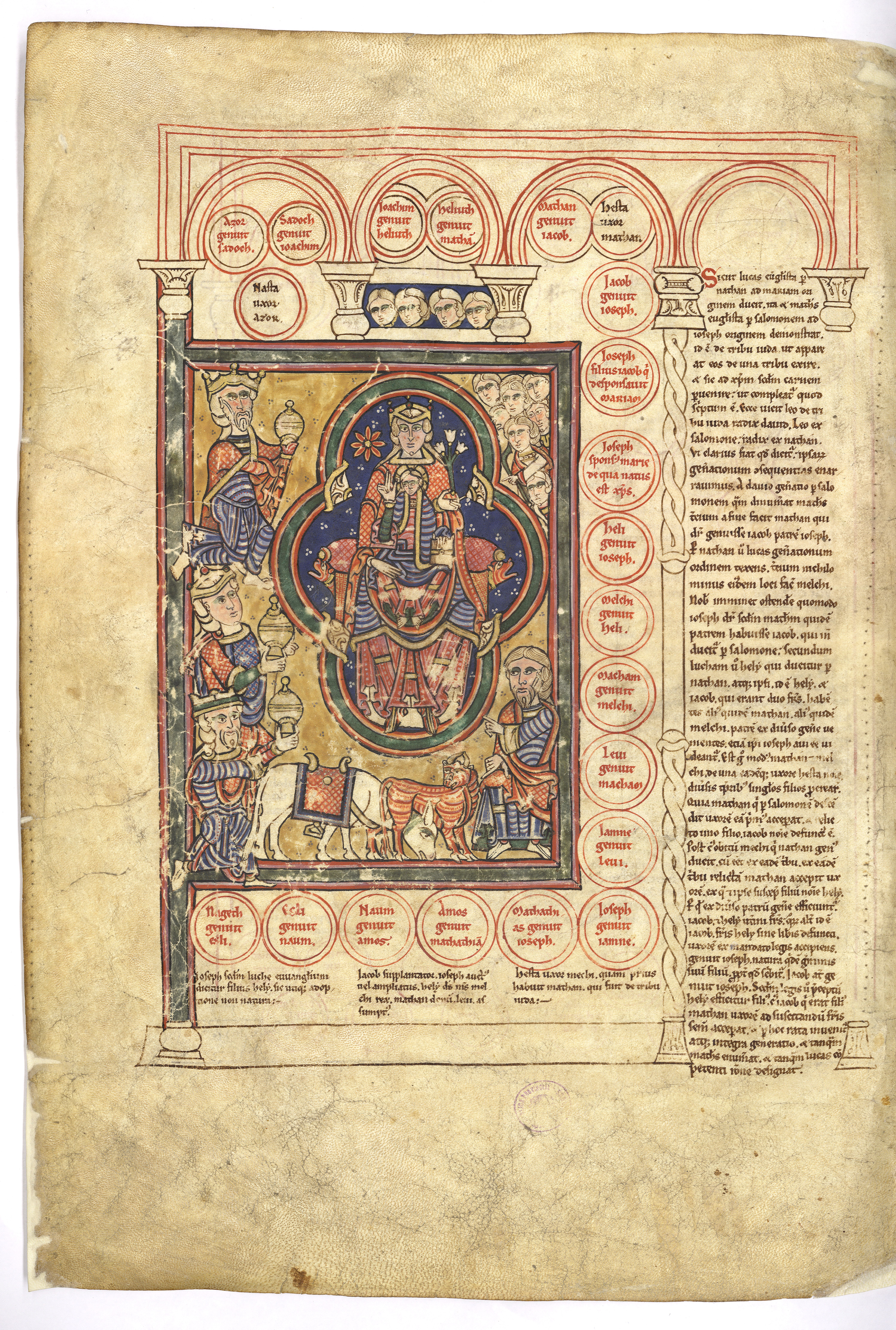
Miniatura de la Biblia Románica de Burgos, de finales del, que representa la Adoración de los Reyes Magos

### Biblia Románica de Burgos
Procede del “scriptorium” de San Pedro de Cardeña de Burgos. De finales del siglo XII, esta Biblia Sacra se compone de 202 folios en pergamino. Escrita en letra gótica y en latín, sus páginas constan de dos columnas con 42 líneas cada una.
En sus páginas encontramos dos grandes miniaturas. Una de ellas (fol. 8v.) representa la Adoración de los Magos y es de gran tamaño; la otra, aún mayor y más rica, es la pieza maestra de la Biblia Románica y desarrolla el ciclo del Génesis (fol. 12v.).

### Biblia de Gutenberg
En 1452 empieza a componerse en el taller de Gutenberg, en Maguncia (Alemania), la única obra que se le atribuye con seguridad, la Biblia de 42 líneas, así llamada por tener 42 líneas por columna. De esta Biblia, que consta de dos tomos que suman 1282 páginas, se imprimió un número de ejemplares no bien establecido. Para su realización se utilizó el papel en lugar del pergamino. Es el primer libro impreso y el más bello de los incunables, tanto por el entintado como por la proporcionada disposición de la caja y la composición tipográfica.

### Otros incunables
La Biblioteca Pública de Burgos se encuentra entre las diez primeras bibliotecas públicas por su número de incunables: 119. Además de la Biblia de Gutenberg podemos destacar los siguientes incunables:
- Inc. 94: Obra de Johannis Gerson. Impreso en Basilea en el año 1489, imita los códices manuscritos.
- Inc. 116: Liber Pontificalis ordinis. Impreso en Roma en 1497; letra gótica, con pentagramas en tinta roja y negra.
- Inc. 41: Obra de Gualtherus Burleaus sobre Ética de Aristóteles. Impreso en Venecia en el año 1500.

## Servicios
La Carta de Servicios al Ciudadano de la Biblioteca Pública de Burgos establece que ésta ofrece sus servicios y sus recursos, en igualdad de oportunidades y sin discriminación por causa alguna, a todas las personas, colectivos y entidades que los soliciten; sus servicios fundamentales son los siguientes:
- Préstamo personal o colectivo de libros, revistas, audiovisuales y recursos digitales.
- Lectura y consulta de las colecciones impresas, audiovisuales y digitales de la biblioteca.
- Información y respuesta a las consultas de los usuarios sobre temas de carácter general, especializado y local.
- Programas formativos para facilitar a los usuarios el conocimiento y uso de la biblioteca y el acceso a los recursos de información.
- Disponibilidad de equipos y programas informáticos y de acceso a Internet
- Actividades culturales y programas de promoción de la lectura y desarrollo de los hábitos lectores.
- Asistencia técnica y asesoramiento a bibliotecas, colectivos e instituciones para la organización de servicios bibliotecarios y de información